# Théodose d'Alexandrie
Ne doit pas être confondu avec Théodose d'Alexandrie (grammairien).
Théodose d'Alexandrie est un patriarche d'Alexandrie élu le 9 février 535, reconnu par le gouvernement byzantin jusqu'en 537, ensuite seulement par les monophysites « sévériens », jusqu'à sa mort le 19 ou 22 juin 566.

## Carrière
Disciple de Sévère d'Antioche, il avait été secrétaire du patriarche précédent, Timothée IV d'Alexandrie, lui aussi monophysite. Mais depuis 519 s'étaient développées deux tendances rivales à l'intérieur de cette mouvance : les partisans de Sévère et ceux de Julien d'Halicarnasse. L'élection de 535 vit éclater le conflit : les « sévériens » élurent Théodose, et les « julianistes » Gaianos. Des affrontements sanglants eurent lieu dans la ville ; Gaianos et ses partisans s'emparèrent d'abord du palais patriarcal et s'y maintinrent pendant cent trois jours ; mais le chambellan Narsès, envoyé de Constantinople par l'impératrice Théodora, qui soutenait les « sévériens », débarqua avec une troupe et installa de force Théodose. Gaianos, arrêté, fut exilé en Sardaigne. En trois mois, les affrontements auraient fait des milliers de victimes ; ils étaient si acharnés que Narsès, pour y mettre fin, eut paraît-il l'idée d'allumer un incendie dans la ville. L'existence d'une Église « julianiste » séparée (désormais souvent appelée les « Gaianites ») dura plusieurs siècles.
En mai 536, un synode eut lieu à Constantinople sous la présidence du patriarche Mennas qui excommunia et déclara hors-la-loi Sévère d'Antioche ; celui-ci, emprisonné, put s'échapper grâce à l'impératrice Théodora et se réfugier en Égypte. Aucun représentant égyptien n'était présent au synode de Mennas. À la fin de l'année 536, Théodose fut convoqué à Constantinople par l'empereur Justinien ; refusant de renier ses convictions « sévériennes », il fut déclaré hérétique, déposé et envoyé en exil, avec plusieurs autres monophysites, dans une petite ville de Thrace du nom de Dercos, à cinquante kilomètres de Constantinople (près du lac côtier appelé à présent le Durugolu). Un higoumène égyptien présent dans la capitale, Paul le Tabennésiote, fut consacré à sa place par le patriarche Mennas (fin 537).
En 539, l'impératrice Théodora fait revenir Théodose à Constantinople et le loge discrètement dans le palais d'Hormisdas, avec l'ancien patriarche Anthime de Constantinople, déposé lui aussi comme disciple de Sévère d'Antioche. Ce dernier étant mort en Égypte le 8 février 538, Théodose est devenu le chef reconnu des monophysites « sévériens ». Mais il ne peut plus, jusqu'à sa mort, remettre les pieds à Alexandrie, et doit rester essentiellement à Constantinople, et enfermé dans le palais d'Hormisdas jusqu'en 548. Ce bâtiment devient une sorte de couvent où sont logés les principaux dirigeants de l'Église « sévérienne », protégés par l'impératrice.
À partir de 541, Théodose et son entourage se préoccupèrent de réorganiser un clergé de leur mouvance, très affectée par la répression qui se déchaînait depuis 536, notamment en Syrie et en Égypte. Un proche de Théodose, l'évêque égyptien Jean d'Héphæstopolis, enfermé avec lui au palais d'Hormisdas, commença à procéder à des ordinations parmi les monophysites de la capitale. En 541, prétendant être malade, il se fit envoyer à Dercos, et de là il s'échappa secrètement vers l'Asie Mineure et procéda à des dizaines d'ordinations sacerdotales dans une tournée qui le mena jusqu'en Cilicie. Dénoncé, il revint en catastrophe à Constantinople, où l'impératrice Théodora elle-même fit un faux témoignage en sa faveur. Dans les années suivantes, Jean d'Héphæstopolis fit plusieurs autres expéditions clandestines qui le conduisirent jusqu'en Palestine et même à Alexandrie.
En 542, Al-Harith ibn Jabalah, émir des Ghassanides, une confédération de tribus arabes alliée de l'Empire byzantin, où le christianisme était implanté sous sa forme monophysite, fit une requête officielle auprès de Théodora pour qu'elle lui procure deux évêques de la mouvance (un pour les Arabes, un pour les protégés non-arabes de l'émir). Justinien ne put qu'acquiescer pour des raisons diplomatiques, et l'impératrice sollicita de Théodose la consécration de deux évêques : ce furent Théodore, dit Théodore d'Arabie, nommé évêque de Bosra, et le moine Jacques Baradée, que Théodose fit évêque d'Édesse. Une fois en Orient, Jacques Baradée se lança dans une activité débordante de création d'un clergé monophysite parallèle à l'Église officielle (selon l'historien Jean d'Éphèse, il aurait procédé en tout à 100 000 ordinations), si bien qu'il fut rapidement recherché par la police impériale et que sa tête fut mise à prix.
Le 28 juin 548, l'impératrice Théodora mourut d'un cancer.[réf. nécessaire] Loin de mettre fin à la protection dont jouissaient les dirigeants monophysites dans le palais d'Hormisdas, Justinien leur permit alors de sortir au grand jour, et on vit reparaître en public les deux patriarches déposés, Théodose d'Alexandrie et Anthime de Constantinople. Ils furent officiellement reçus par l'empereur, avec tous les égards dus à leur ancienne dignité alors qu'ils en avaient été dépouillés. L'empereur organisa dans les années suivantes des conférences avec eux dans le Palais impérial. Cette politique contradictoire était très déroutante pour l'opinion : du vivant de Théodora, Justinien s'était sans doute prêté à un « partage des rôles » pour conserver des contacts dans tous les partis, mais après sa mort il assuma tout seul la contradiction, car la répression se poursuivait dans les provinces.
À partir de 557, une nouvelle doctrine commença à se répandre parmi les monophysites, qualifiée de « trithéisme » par ses adversaires ; elle fut prêchée à Constantinople par un Syrien nommé Jean Asqunagès, et reprise après sa mort par le moine Athanase, petit-fils de l'impératrice Théodora ; celui-ci y gagna plusieurs hauts responsables de l'Église « sévérienne », dont les évêques Conon de Tarse et Eugène de Séleucie d'Isaurie, qui étaient les deux principaux collaborateurs de Jacques Baradée, et même Serge de Tella, qui avait été désigné patriarche d'Antioche pour l'Église. Théodose, en accord avec Jacques Baradée, condamna rapidement le « trithéisme », et rédigea un traité pour le réfuter, mais l'Église qu'il dirigeait se trouva divisée par cette controverse, avec la constitution sous la direction de Conon et d'Eugène d'une Église concurrente appelée les « condobaudites ». Après la mort de Serge de Tella en 561, Théodose envoya en Syrie et en Égypte, pour tenter de restaurer l'unité, son secrétaire Paul le Noir, qui fut consacré patriarche d'Antioche par les évêques syriens de la mouvance en 564.
Après la mort de Théodose en 566, l'Église « sévérienne » connut une période d'incertitude, et aucun nouveau patriarche d'Alexandrie ne put s'imposer avant 576.

## Écrits
- CPG 7130-7159.